# Ярова Галина Іванівна
Галина Іванівна Ярова (8 липня 1951, м. Тетіїв, Київська область) — український історик, директор (з 1993) музею Гетьманства України у м. Києві.

## Біографія
Бажання присвятити життя історії виникло після того, яка батько повіз дев'ятикласницю Галину до сусідньої Вінницької області в село Борщагівку (це поряд з Тетієвом), показав місце страти гетьманом Іваном Мазепою полковника Іскри та генерального судді Кочубея і пам'ятник в центрі села, який був збудований за наказом Петра І.
З 1968 по 1972 роки навчалася на історичному факультеті Полтавського педагогічного інституту ім В. Г. Короленка.
З 1972 по 1975 рік працювала учителем історії
та суспільствознавства у Тетіївський
середній школі № 4.

### Наукова діяльність
В 1975 році почала працювати в Державному історичному музеї України.
1979–1987 рр. працювала старшим науковим співробітником у групі по створенню музею комсомола України.
1987–1993 р. старший науковий співробітник відділу «Україна в період середньовіччя» Державного історичного музеї України.
В 1990 році разом з виставковим відділом Історичного музею брала участь у організації виставки «Гетьмани України». Вперше на огляд широкого загалу були представлені портрети гетьманів з фондів музею, які було заборонено виставляти в експозиції в радянський період.
Разом з радіо журналісткою Аллою Стороженко підготували цілу серію радіопередач про гетьманів України. У видавництві «Україна» Галина Ярова разом з Ларисою Вірьовкою стала автором-упорядником календаря «Гетьмани України», а у видавництві «Мистецтво» з мистецтвознавцем Юрієм Іванченком видали календар «Гетьмани України» на 1992-й рік.
Взимку 1992 року, разом з художницею музею Тетяною Магурою, відкрили нову експозицію залу Богдана Хмельницького. Представили там більшу частину історії козацтва, Визвольної війни і «Руїни» і назвали зал — «Руїна».
В 1993 р. Фонд Івана Мазепи на чолі з Іваном Салієм запропонували Галині Яровій створити та стати директором Музею гетьманства. 11 березня 1993 року було видане Розпорядження представника Президента України в м. Києві і музей розпочав своє життя.
Єдиний і унікальний музей в Україні в концепції містив принцип змінних виставок за браком експозиційних площ.
Незмінним залишався тільки зал Гетьмана Івана Мазепи.
За кілька років Музей презентував загалу такі наукові виставки: «Пилип Орлик та його перша конституція України», «Гетьман Павло Скоропадський», «Конотопська битва», «Павло Полуботок», «Симон Петлюра» та інші.
Завдяки наполегливій роботі Галини Іванівни Ярової сьогодні музей є консультативним центром для науковців, фахівців-істориків, студентів, учнів та інших дослідників з питань козацько-гетьманської тематики.
Галина Ярова є засновником науково-історичного клубу «Гетьманська вітальня», членом редакційної ради журналів «Музеї України» і «Гетьман», газети «Козацька рада».
Протягом восьми років (2004–2011 рр.) вела прямоефірну радіопередачу «Наш родовід» на каналі «Духовного відродження „Культура“.
В 2003 р. разом з д.і.н. В. В. Кривошеєю започаткували видання збірника наукових праць співробітників музею та його друзів — „Козацька скарбниця“.
У 1993 році Галина Іванівна познайомилася з Гетьманівною Оленою Павлівною Скоропадською на конференції в інституті історії АН України. Це поклало початок формуванню найзначнішої колекції родини Скоропадських у збірці Музею гетьманства.
Галина Іванівна Ярова — невтомна хранителька славних сторінок української історії. Організатор і незмінний директор Музею гетьманства.
За багаторічну сумлінну працю Галина Ярова відзначена Подякою Київського міського голови, Почесною грамотою Міністерства культури і мистецтв України, медаллю „За заслуги“ Служби зовнішньої розвідки України та багатьма
нагородами сучасного козацтва України.

## Монографії
1.Ярова Г. Щоб пам'ятала Україна / Галина Ярова. — Чернівці: Букрек, 2012. — 164 с.
2.Історія України у пам'ятних медалях Василя Масютина: кат. вист. / Галерея Art-Insight, Музей гетьманства ; [упоряд. : Г. І. Ярова, М. Г. Павлишин]. — К. : 2015. — 80 с.

## Статті
1.Ярова Г. Гетьман Іван Мазепа та його доба (до 285-річчя від дня смерті): тези доп. наук. конф. „Гетьман Іван Мазепа та його доба“, [13-14 жовт. 1994 р., м. Київ] / Музей гетьманства ; [упоряд. Г. Ярова]. — К. : Всеукр. т-вр „Просвіта“ ім. Т. Шевченка, 1995. — 48 с.
2.Ярова Г. Вступ до бібліографії Іван Мазепа — гетьман України (1687–1709)» до 285-х роковин смерті / Іван Шовкопляс // Неопалима купина. — № 1-2. — 1995. — С. 235–236.
3.Гетьман Кирило Розумовський (1750–1764): (до 250-х роковин відновлення гетьманства в Україні // автор-упоряд Г. Ярова, Голов. упр. культури Київ. міськдержадмін.; Музей гетьманства. — К., 2000.
4.Пилип Орлик — перший гетьман в «екзилі» Матеріали науково-практичної конференції 23 жовтня 1997. Музей гетьм. 1997 / упоряд. Г. Ярова, Л. Андрієвська ; Музей гетьманства. — К., 1997.
5.Ярова Г. Музей гетьманства / Галина Ярова // Українське козацтво: Мала енциклопедія .- Київ: Ґенеза, Запоріжжя: Прем'єр,2002.
6.Ярова Г. Прапор сотні Лубенського полку [XVII ст.] / Г. Ярова // Україна: Наука і культура . — 1990 . — Вип.24 . — С. 206–209.
7.Ярова Г. Мазепіана в київському музеї гетьманства / Г.Ярова //Історичні витоки козацького роду в Україні: Матеріали Всеукр. наук.-практ. конф., Вінниця 24-27 вересня 2004 р. У 8 ч. /голова ред. кол. М. Г. Спиця ;Управління культури Вінницької обласної держ. адміністрації, Вінницька обласна універсальна наукова бібліотека ім. К. А. Тімірязєва. — Вінниця, 2004.
8.Ярова Г. Герб Пилипа Орлика / Галина Ярова // Неопалима купина. — № 1. — 1993.
9.Ярова Г. Постать Павла Скоропадського в експозиції Музею гетьманства / Галина Ярова // II Міжнародна наукова конференція: «Гетьман Павло Скоропадський та Українська Держава 1918 року»: наук. зб., присвячений 125-річчю від народження Гетьмана Скоропадського, та 80-річчю проголошення Української Держави 1918 року / Гетьман Павло Скоропадський та Українська Держава 1918 року; Кульчицький С. [та ін.]. — Київ, 1998. С. 172.
10.Ярова Г. І. Козацькі прапори // Матеріали 1-ї респуб. наук.-практ. конф. «Проблеми історії запорозького козацтва в сучасній історичній науці та музейній практиці». Запоріжжя — Дніпропетровськ, 1990.- С. 133–138.
11.Ярова Г. І. Прапор сотні Лубенського полку // Матеріали 1-ї респуб. наук.-практ. конф. «Проблеми історії запорозького козацтва в сучасній історичній науці та музейній практиці». Запоріжжя — Дніпропетровськ, 1990.- С. 138–143.
12.Ярова Г. І. Картина Йозефа Гловацького «Зустріч Б. Хмельницького з польським послом Яковом Смяровським під Замотям з 1648 р.» // Музей на рубежі епох: минуле, сьогодення, перспективи: Матеріали ювіл. міжнар. наук.-практ. конф. / Національний музей історії України ; ред. Н. Г. Ковтанюк [та ін.]. — К., 1999. — 130 с.
13.Ярова Г. Подарунки Гетьманівни / Г. Ярова // Музеї України. — 2005. — № 1. — C. 22.
14.Пономаренко Л. Паланковий устрій земель і Вольностей Запорозької Січі/ Л. Пономаренко, Г. Ярова // Нові дослідження пам'яток козацької доби в Україні: зб. наук. пр. — Вип. 8. — К., 1999. — С. 136 −138.
15.Ярова Г. Музей гетьманства у Києві / Г. Ярова // Запорозьке козацтво в пам'ятках історії та культури. Матеріали міжнародної науково-практичної конференції (Запоріжжя, 2-4 жовтня 1997 р.). — Секція III, IV, V. — Запоріжжя: РА «Тандем-У», 1997. — С. 195–196.
16. Ярова Г. Музей гетьманства у Києві / Галина Ярова // Петро Кардаш, Сергій Кот. Слава українського козацтва. — Мельбурн-Київ: Фортуна, 1999. — С. 295.
17.Кривошея В. Реєстр полкової старшини Київського полку / В. Кривошея, Г. Ярова // Наукові записки з української історії: зб. наук. ст. — Вип. 8. — Переяслав-Хмельницький, 1999.
18.Ярова Г. Козацькі клейноди. Сфрагістика і геральдика / Галина Ярова // Археологія доби українського козацтва XVI–XVIII ст. : навч. посіб. / Д. Я. Телегін [та ін.]. — К. : Вид. ІЗМН, 1997.
19.Шляхетний дарунок Гетьманівни Олени Скоропадської-Отт: збірник листівок / автор і упорядник Галина Ярова. — Видавництво «Марка України» УДППЗ «Укрпошта»2006.
20.Ярова Г. Музей гетьманства у Києві / Галина Ярова // Воєнна історія. — 2008. — № 3 (39). — С. 115.
21.Ярова Г. Іван Мазепа у збірці Музею гетьманства /Г. Ярова // Іван Мазепа та його доба: історія, культура, національна пам'ять матеріали міжнародної наукової конференції. Національний університет «Києво-Могилянська академія»- : Темпора, 2008. — С. 476–483.
22.Ярова Г. І. Колекція Скоропадських у фондах Музею гетьманства / Г. І. Ярова // Гетьманат Павла Скоропадського: історія, постаті, контроверсії: Всеукраїнська наукова конференція, 19 — 20 травня 2008 р. / Укр. ін-т нац. пам'яті, Ін-т історії України НАН України. — К. : Видавництво імені Олени Теліги, 2008. — С. 310–316 .
23.Ярова Г. І. Музей гетьманства як інформаційний центр з козацько-гетьманської тематики / Г. І. Ярова // Наукові праці історичного факультету Запорізького національного університету. — 2009. — Вип. 26. — С. 199–202.
24.Ярова Г. Врятована корогва Святого Миколи Чудотворця / Галина Ярова //Нові дослідження пам'яток козацької доби в Україні: зб. наук. пр. -Вип.20. — Ч.1. — К.,- 2011. — С.503-505.
25.Ярова Г. Музей гетьманства у Києві / Галина Ярова // Гілея (науковий вісник): зб. наук. пр. — Вип. 52. — К., — 2011. — С.207-210.
26.Ярова. Г. «Ukrania quae et terra cosaccorum» / Галина Ярова // Батуринська старовина: зб. наук. пр. Вип. 2 (6) / Нац. іст.-культур. заповідник «Гетьман. столиця» [та ін.] ; [редкол.: О. Б Коваленко та ін.]. — Чернігів: Десна Поліграф, 2011. — С. 24.
27.Ярова. Г. Музей гетманства, Киев / Г. Ярова // Антиквар . — № 5 (73). — 2013. — С. 68-69.
28.Ярова Г. І. Матеріали родини Скоропадських у збірці Музею гетьманства/ Г. Ярова // Національна та історична пам'ять: зб. наук. пр. / Укр. ін-т нац. пам'яті. — К. : Стилос, 2011 — . Вип. 7 : Павло Скоропадський — останній гетьман України (до 140-річчя від дня народження): спецвипуск. — К. : Пріоритети, 2013. — С. 107–113.
29.Ярова Г. Музей гетьманства у Києві / Галина Ярова // Пам'ятки та визначні місця шевченківського краю. Проблеми охорони та дослідження: Тез. доп. наук.-практ. конф. (27 — 28 травня 1997 р., м. Канів, Київ). — Канів; Київ, 1997. — С. 15-18.
30.Ярова Г. Яким був герб гетьмана Пилипа Орлика / Галина Ярова // Науково-дослідний центр «Часи козацькі», Українське товариство охорони пам'яток історії та культури, Центр пам'яткознавства НАН України і УТОПІК, Історико-культурна асоціація «Україна-Туреччина». — Вип. 19. — К. : 2010. — С. 212–213.
31. Ярова Г. Музей гетьманства/ Галина Ярова // Україна в ІІІ тисячолітті. Традиції. Інновації. Інвестиції. — К. : Вид-во «Новий світ», 2007. — С. 341.
32.Ярова Г. Маріян Коць і будинок гетьмана Івана Мазепи / Галина Ярова // Козацька скарбниця. Гетьманські читання, присвячені десятій річниці Музею гетьманства. — К. : Стилос 2003. — С. 26-31.
33.Бевз Л. До історії вивчення суспільно-політичного руху українців в повоєнній Німеччині на матеріалах А. Глініна з Музею гетьманства / Людмила Бевз, Галина Ярова // Військово-історичний меридіан. Електронний науковий фаховий журнал. — Вип. 4 (6) / Меморіальний комплекс «Національний музей історії Великої Вітчизняної війни 1941–1945 років», Ін-т історії України НАН України. — К., 2014. — 198 с.
34. Ярова Г. Пан Ярослав Жмуркевич і Музей гетьманства / Галина Ярова // Козацька скарбниця. Гетьманські читання, присвячені десятій річниці Музею гетьманства. — К. : Стилос, 2003. — С. 31-37.
35.Ярова Г. Художник Микола Павлусенко — добра пам'ять музею / Галина Ярова // Козацька скарбниця. Гетьманські читання, присвячені десятій річниці Музею гетьманства. — К. : Стилос, 2003. — С. 38-40.
36.Ярова Г. Мазепіана в київському Музеї гетьманства / Галина Ярова // Козацька скарбниця. Гетьманські читання, присвячені десятій річниці Музею гетьманства. — К. : Стилос, 2003. — С. 43-47.
37.Ярова Г. До читача / Галина Ярова // Козацька скарбниця. Гетьманські читання. — К. : Стилос, 2005. — С. 3-7.
38.Ярова Г. Музею гетьманства — 13 років / Г. Ярова, М. Павлишин // Козацька скарбниця. Гетьманські читання. — Вип. 3. — Чернівці: Букрек, 2006. — С. 3-10.
39.Ярова Г. Слово до читача / Галина Ярова // Козацька скарбниця. Гетьманські читання. — Вип. 4. — Чернівці: Букрек, 2007. — С. 3-4.
40.Козацька скарбниця. Гетьманські читання: [зб. наук. ст.] / Київ. міськдержадмін., Голов. упр. культури і мистец., Музей гетьманства. — Вип. 5 / [голов. наук. ред. Ярова Г. І.]. — К. ; Чернівці, 2009. — 200 с.
41.Ярова Г. Мазепіана в київському Музеї гетьманства / Галина Ярова // Нова Січ — № 1. — 2003. — С. 4-5.
42.Ярова Г. Музей гетьманства / Галина Ярова // Нова Січ. — № 1. — 2003. — С. 2-3.
43.Ярова Г. Олена Отт-Скоропадська в житті Музею гетьманства / Галина Ярова // Світогляд. — № 5. — 2014. — С. 11-13.
44.Ярова Г. Від угоди до гетьманства / Галина Ярова // Гетьман. — № 4. — 2014. — С. 11-13.

## Публікації
1. Ярова Г. Щоб пам'ятала Україна / Галина Ярова. — Чернівці: Букрек, 2012. — 164 с.
2. Історія України у пам'ятних медалях Василя Масютина: кат. вист. / Галерея Art-Insight, Музей гетьманства ; [упоряд. : Г. І. Ярова, М. Г. Павлишин]. — К. : 2015. — 80 с.
3 Ярова Г. Гетьман Іван Мазепа та його доба (до 285-річчя від дня смерті): тези доп. наук. конф. «Гетьман Іван Мазепа та його доба», [13-14 жовт. 1994 р., м. Київ] / Музей гетьманства ; [упоряд. Г. Ярова]. — К. : Всеукр. т-вр «Просвіта» ім. Т. Шевченка, 1995. — 48 с.
4 Ярова Г. Вступ до бібліографії Іван Мазепа — гетьман України (1687–1709)" до 285-х роковин смерті / Іван Шовкопляс // Неопалима купина. — № 1-2. — 1995. — С. 235–236.
5 Гетьман Кирило Розумовський (1750–1764): (до 250-х роковин відновлення гетьманства в Україні // автор-упоряд Г. Ярова, Голов. упр. культури Київ. міськдержадмін.; Музей гетьманства. — К., 2000.
6 Пилип Орлик — перший гетьман в «екзилі» Матеріали науково-практичної конференції 23 жовтня 1997. Музей гетьм. 1997 / упоряд. Г. Ярова, Л. Андрієвська ; Музей гетьманства. — К., 1997.
7 Ярова Г. Музей гетьманства / Галина Ярова // Українське козацтво: Мала енциклопедія .- Київ: Ґенеза, Запоріжжя: Прем'єр,2002.
8 Ярова Г. Прапор сотні Лубенського полку [XVII ст.] / Г. Ярова // Україна: Наука і культура . — 1990 . — Вип.24 . — С. 206–209. 
9 Ярова Г. Мазепіана в київському музеї гетьманства / Г. Ярова // Історичні витоки козацького роду в Україні: Матеріали Всеукр. наук.-практ. конф., Вінниця 24-27 вересня 2004 р. У 8 ч. / голова ред. кол. М. Г. Спиця ;Управління культури Вінницької обласної держ. адміністрації, Вінницька обласна універсальна наукова бібліотека ім. К. А. Тімірязєва. — Вінниця, 2004 .

10 Ярова Г. Герб Пилипа Орлика / Галина Ярова // Неопалима купина. — № 1. — 1993.
11 Ярова Г. Постать Павла Скоропадського в експозиції Музею гетьманства / Галина Ярова // II Міжнародна наукова конференція: «Гетьман Павло Скоропадський та Українська Держава 1918 року»: наук. зб., присвячений 125-річчю від народження Гетьмана Скоропадського, та 80-річчю проголошення Української Держави 1918 року / Гетьман Павло Скоропадський та Українська
Держава 1918 року; Кульчицький С. [та ін.]. — Київ, 1998. С. 172.
12 Ярова Г. І. Козацькі прапори // Матеріали 1-ї респуб. наук.-практ. конф. «Проблеми історії запорозького козацтва в сучасній історичній науці та музейній практиці». Запоріжжя — Дніпропетровськ, 1990.- С. 133–138.
13 Ярова Г. І. Прапор сотні Лубенського полку // Матеріали 1-ї респуб. наук.-практ. конф. «Проблеми історії запорозького козацтва в сучасній історичній науці та музейній практиці». Запоріжжя — Дніпропетровськ, 1990.- С. 138–143.
14 Ярова Г. І. Картина Йозефа Гловацького «Зустріч Б. Хмельницького з польським послом Яковом Смяровським під Замотям з 1648 р.» // Музей на рубежі епох: минуле, сьогодення, перспективи: Матеріали ювіл. міжнар. наук.-практ. конф. / Національний музей історії України ; ред. Н. Г. Ковтанюк [та ін.]. — К., 1999. — 130 с.
15 Ярова Г. Подарунки Гетьманівни / Г. Ярова // Музеї України. — 2005. — № 1. — C. 22.
16 Пономаренко Л. Паланковий устрій земель і Вольностей Запорозької Січі/ Л. Пономаренко, Г. Ярова // Нові дослідження пам'яток козацької доби в Україні: зб. наук. пр. — Вип. 8. — К., 1999. — С. 136 −138.
17 Ярова Г. Музей гетьманства у Києві / Г. Ярова // Запорозьке козацтво в пам'ятках історії та культури. Матеріали міжнародної науково-практичної конференції (Запоріжжя, 2-4 жовтня 1997 р.). — Секція III, IV, V. — Запоріжжя: РА «Тандем-У», 1997. — С. 195–196.
18 Ярова Г. Музей гетьманства у Києві / Галина Ярова // Петро Кардаш, Сергій Кот. Слава українського козацтва. — Мельбурн-Київ: Фортуна, 1999. — С. 295.
19 Кривошея В. Реєстр полкової старшини Київського полку / В. Кривошея, Г. Ярова // Наукові записки з української історії: зб. наук. ст. — Вип. 8. — Переяслав-Хмельницький, 1999.
20 Ярова Г. Козацькі клейноди. Сфрагістика і геральдика / Галина Ярова // Археологія доби українського козацтва XVI–XVIII ст. : навч. посіб. / Д. Я. Телегін [та ін.]. — К. : Вид. ІЗМН, 1997.
21 Шляхетний дарунок Гетьманівни Олени Скоропадської-Отт: збірник листівок / автор і упорядник Галина Ярова. — Видавництво «Марка України» УДППЗ «Укрпошта»2006.
22 Ярова Г. Музей гетьманства у Києві / Галина Ярова // Воєнна історія. — 2008. — № 3 (39). — С. 115.
23 Ярова Г. Іван Мазепа у збірці Музею гетьманства /Г. Ярова // Іван Мазепа та його доба: історія, культура, національна пам'ять матеріали міжнародної наукової конференції. Національний університет «Києво-Могилянська академія»- : Темпора, 2008. — С. 476–483.
24 Ярова Г. І. Колекція Скоропадських у фондах Музею гетьманства / Г. І. Ярова // Гетьманат Павла Скоропадського: історія, постаті, контроверсії: Всеукраїнська наукова конференція, 19 — 20 травня 2008 р. / Укр. ін-т нац. пам'яті, Ін-т історії України НАН України. — К. : Видавництво імені Олени Теліги, 2008. — С. 310–316.
25 Ярова Г. І. Музей гетьманства як інформаційний центр з козацько-гетьманської тематики / Г. І. Ярова // Наукові праці історичного факультету Запорізького національного університету. — 2009. — Вип. 26. — С. 199–202.
26 Ярова Г. Врятована корогва Святого Миколи Чудотворця / Галина Ярова // Нові дослідження пам'яток козацької доби в Україні: зб. наук. пр. — Вип.20. — Ч.1. — К., — 2011. — С. 503–505.
27 Ярова Г. Музей гетьманства у Києві / Галина Ярова // Гілея (науковий вісник): зб. наук. пр. — Вип. 52. — К., — 2011. — С.207-210.
28 Ярова. Г. «Ukrania quae et terra cosaccorum» / Галина Ярова // Батуринська старовина: зб. наук. пр. Вип. 2 (6) / Нац. іст.-культур. заповідник «Гетьман. столиця» [та ін.] ; [редкол.: О. Б Коваленко та ін.]. — Чернігів: Десна Поліграф, 2011. — С. 24.
29 Ярова. Г. Музей гетманства, Киев / Г. Ярова // Антиквар . — № 5 (73). — 2013. — С. 68-69.
30 Ярова Г. І. Матеріали родини Скоропадських у збірці Музею гетьманства/ Г. Ярова // Національна та історична пам'ять: зб. наук. пр. / Укр. ін-т нац. пам'яті. — К. : Стилос, 2011 — . Вип. 7 : Павло Скоропадський — останній гетьман України (до 140-річчя від дня народження): спецвипуск. — К. : Пріоритети, 2013. — С. 107–113.
31 Ярова Г. Музей гетьманства у Києві / Галина Ярова // Пам'ятки та визначні місця шевченківського краю. Проблеми охорони та дослідження: Тез. доп. наук.-практ. конф. (27 — 28 травня 1997 р., м. Канів, Київ). — Канів; Київ, 1997. — С. 15-18.
32 Ярова Г. Яким був герб гетьмана Пилипа Орлика / Галина Ярова // Науково-дослідний центр «Часи козацькі», Українське товариство охорони пам'яток історії та культури, Центр пам'яткознавства НАН України і УТОПІК, Історико-культурна асоціація «Україна-Туреччина». — Вип. 19. — К. : 2010. — С. 212–213.
33 Ярова Г. Музей гетьманства/ Галина Ярова // Україна в ІІІ тисячолітті. Традиції. Інновації. Інвестиції. — К. : Вид-во «Новий світ», 2007. — С. 341.
34 Ярова Г. Маріян Коць і будинок гетьмана Івана Мазепи / Галина Ярова // Козацька скарбниця. Гетьманські читання, присвячені десятій річниці Музею гетьманства. — К. : Стилос 2003. — С. 26-31.
35 Бевз Л. До історії вивчення суспільно-політичного руху українців в повоєнній Німеччині на матеріалах А. Глініна з Музею гетьманства / Людмила Бевз, Галина Ярова // Військово-історичний меридіан. Електронний науковий фаховий журнал. — Вип. 4 (6) / Меморіальний комплекс «Національний музей історії Великої Вітчизняної війни 1941–1945 років», Ін-т історії України НАН України. — К., 2014. — 198 с.
36 Ярова Г. Пан Ярослав Жмуркевич і Музей гетьманства / Галина Ярова // Козацька скарбниця. Гетьманські читання, присвячені десятій річниці Музею гетьманства. — К. : Стилос, 2003. — С. 31-37.
37 Ярова Г. Художник Микола Павлусенко — добра пам'ять музею / Галина Ярова // Козацька скарбниця. Гетьманські читання, присвячені десятій річниці Музею гетьманства. — К. : Стилос, 2003. — С. 38-40.
38 Ярова Г. Мазепіана в київському Музеї гетьманства / Галина Ярова // Козацька скарбниця. Гетьманські читання, присвячені десятій річниці Музею гетьманства. — К. : Стилос, 2003. — С.43-47.
39 Ярова Г. До читача / Галина Ярова // Козацька скарбниця. Гетьманські читання. — К. : Стилос, 2005. — С. 3-7.
40 Ярова Г. Музею гетьманства — 13 років / Г. Ярова, М. Павлишин // Козацька скарбниця. Гетьманські читання. — Вип. 3. — Чернівці: Букрек, 2006. — С. 3-10.
41 Ярова Г. Слово до читача / Галина Ярова // Козацька скарбниця. Гетьманські читання. — Вип. 4. — Чернівці: Букрек, 2007. — С. 3-4.
42 Козацька скарбниця. Гетьманські читання: [зб. наук. ст.] / Київ. міськдержадмін., Голов. упр. культури і мистец., Музей гетьманства. — Вип. 5 / [голов. наук. ред. Ярова Г. І.]. — К. ; Чернівці, 2009. — 200 с.
43 Ярова Г. Мазепіана в київському Музеї гетьманства / Галина Ярова // Нова Січ — № 1. — 2003. — С. 4-5.
44 Ярова Г. Музей гетьманства / Галина Ярова // Нова Січ. — № 1. — 2003. — С. 2-3.
45 Ярова Г. Олена Отт-Скоропадська в житті Музею гетьманства / Галина Ярова // Світогляд. — № 5. — 2014. — С. 11-13.
46 Ярова Г. Від угоди до гетьманства / Галина Ярова // Гетьман. — № 4. — 2014. — С. 11-13.